# Kaplica Matki Bożej z Manresy w Victorii
Kaplica pod wezwaniem Matki Bożej z Manresy (malt. Kappella tal-Madonna ta' Manresa, ang. Chapel of Our Lady of Manresa), znana też pod nazwą San Kalċidonju – rzymskokatolicka kaplica w Manresa Retreat House w Victorii na wyspie Gozo, Malta.

## Historia
Przed 1810 na miejscu dzisiejszego Retreat House stała kaplica poświęcona św. Marcinowi, biskupowi Tours, znana też pod wezwaniem św. Dominiki, a także jako San Kalċidonju, zbudowana przez Giovanniego Cumbo. Dziś znajduje się ona za ołtarzem głównym aktualnej kaplicy.

W latach 1810–1822 na tym terenie zbudowany został Retreat House, posadowiony wokół centralnie położonego dziedzińca oraz nowo wybudowanej kaplicy. Kamień węgielny pod kaplicę położony został 31 maja 1810 przez kanonika Josepha Mifsuda z kapituły katedralnej. Kaplica Manresa poświęcona została 20 lipca 1833 przez wikariusza generalnego prałata Emmanuela Rossignauda, a następnie 15 października 1931 przez biskupa Gozo Mikiela Gonziego.    

## Architektura

### Wygląd zewnętrzny
Kaplica jest wbudowana w ogólną dwukondygnacyjną (jednopiętrową) elewację budynku, zaprojektowaną przez kanonika Salvatore Bondiego. Jest to prosta, symetryczna, klasyczna kompozycja, w której kaplica znajduje się w centrum części parterowej, przyciągając uwagę dzięki zastosowaniu sparowanych pilastrów. Początkowo do kaplicy prowadziły drzwi pomiędzy środkowymi zestawami pilastrów, pod dużym trójkątnym naczółkiem. Od jakiegoś czasu drzwi są zamurowane, ale ich kontur jest nadal widoczny, a nadświetle nad nimi zostało zachowane. Znajduje się tam tablica upamiętniająca budowę domu. Dziś do kaplicy wchodzi się parą drzwi po obu stronach starego wejścia. Duża dzwonnica parawanowa znajduje się nad gzymsem nad starymi drzwiami, dając jedyną wskazówkę, co do obecności kaplicy. Bez niej byłaby to jedynie elegancka fasada domu. Na gzymsie, poniżej dzwonnicy widoczny jest, wyrzeźbiony w kamieniu herb biskupa Ferdinanda Mattei.

### Wnętrze

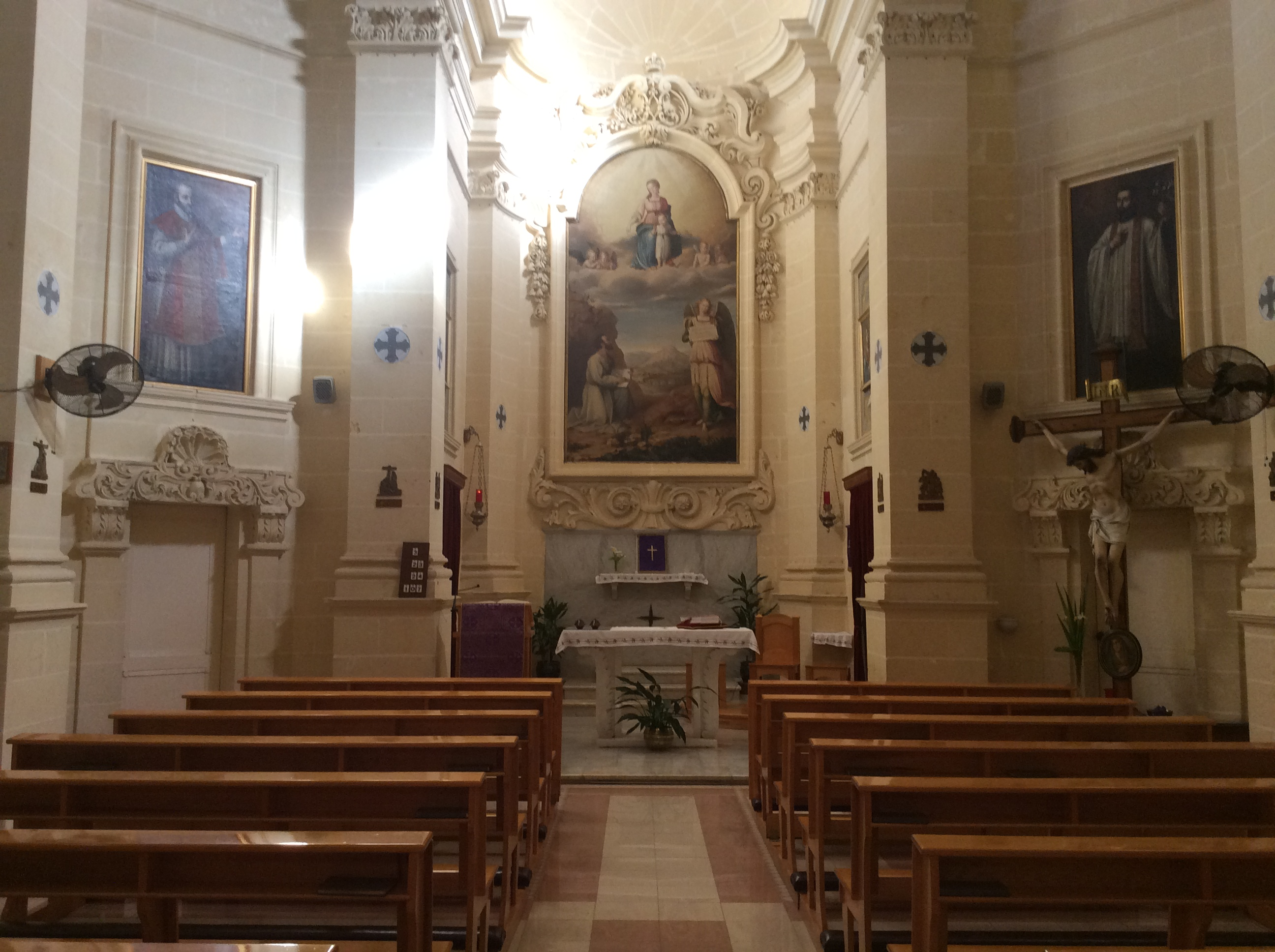
Wnętrze kaplicy

Kaplica, jedna z najpiękniejszych na wyspie, zbudowana jest na planie ośmiokąta, z ośmioma wysokimi pilastrami doryckimi podtrzymującymi cztery łuki i cztery pendentywy. Przechodzą one w okrągłą podstawę kopuły, która nigdy nie została zbudowana; jej miejsce zakryte jest płaskim betonowym dachem. Pomiędzy pilastrami znajdują się cztery drzwi oraz dwie nisze.

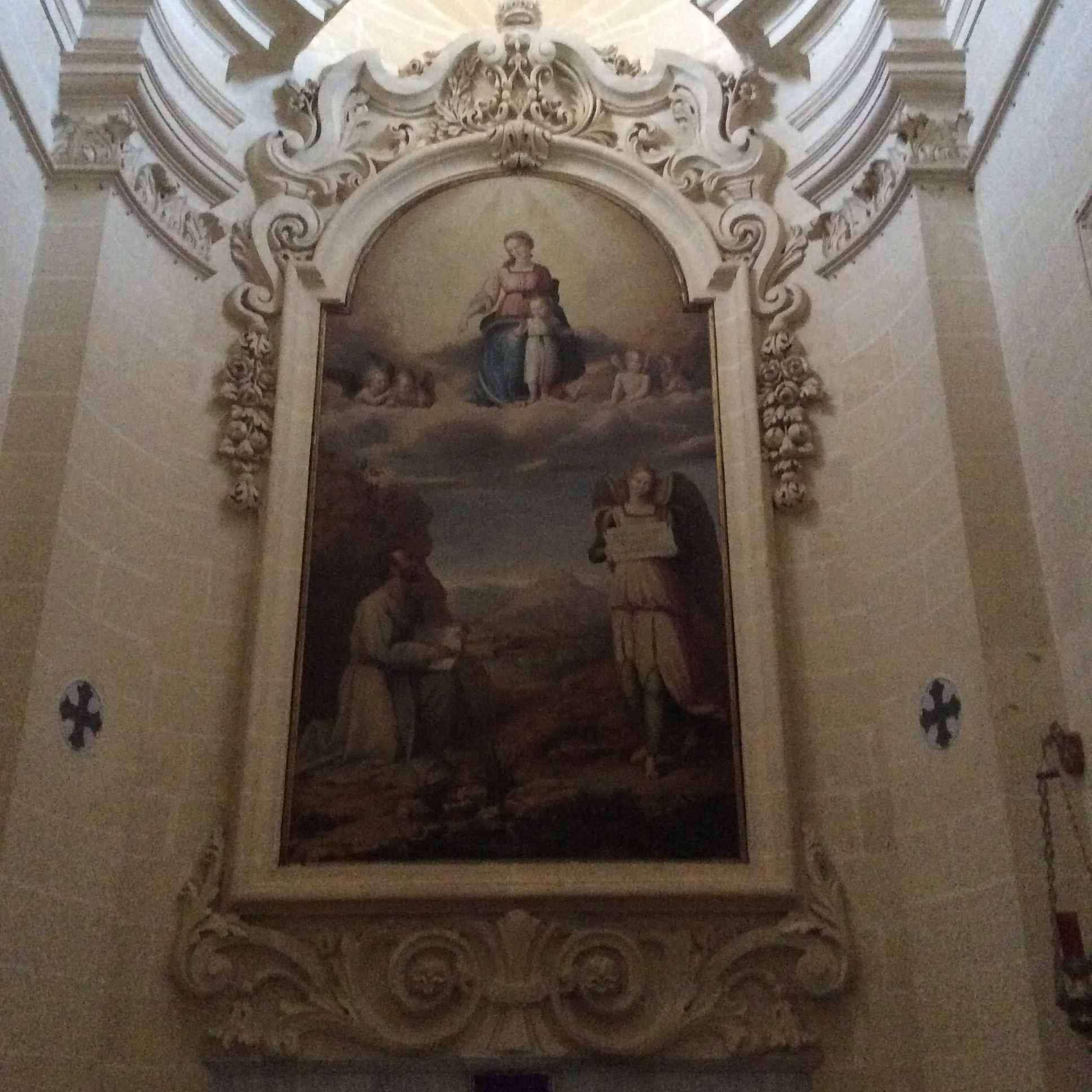
Obraz tytularny

W kaplicy są trzy ołtarze. Ołtarz główny umieszczony jest w apsydzie, doświetlonej przez dwa okna pod sklepieniem. Nad ołtarzem znajduje się obraz tytularny, dzieło Giuseppe Hyzlera z 1857, uważany za jego najlepszą pracę. Podzielony jest na dwie części - na górze widzimy Panią, siedzącą na chmurach, z Synem, w otoczeniu putti, w dolnej części zaś klęczącego św. Ignacego piszącego Ćwiczenia duchowne, oraz anioła trzymającego tarczę z sentencją „Beati qui audiunt Verbum Dei et custodiunt illum” (Błogosławieni ci, którzy słuchają słowa Bożego i zachowują je). Dwa boczne ołtarze poświęcone są pustelnikowi św. Hieronimowi oraz św. Pawłowi.

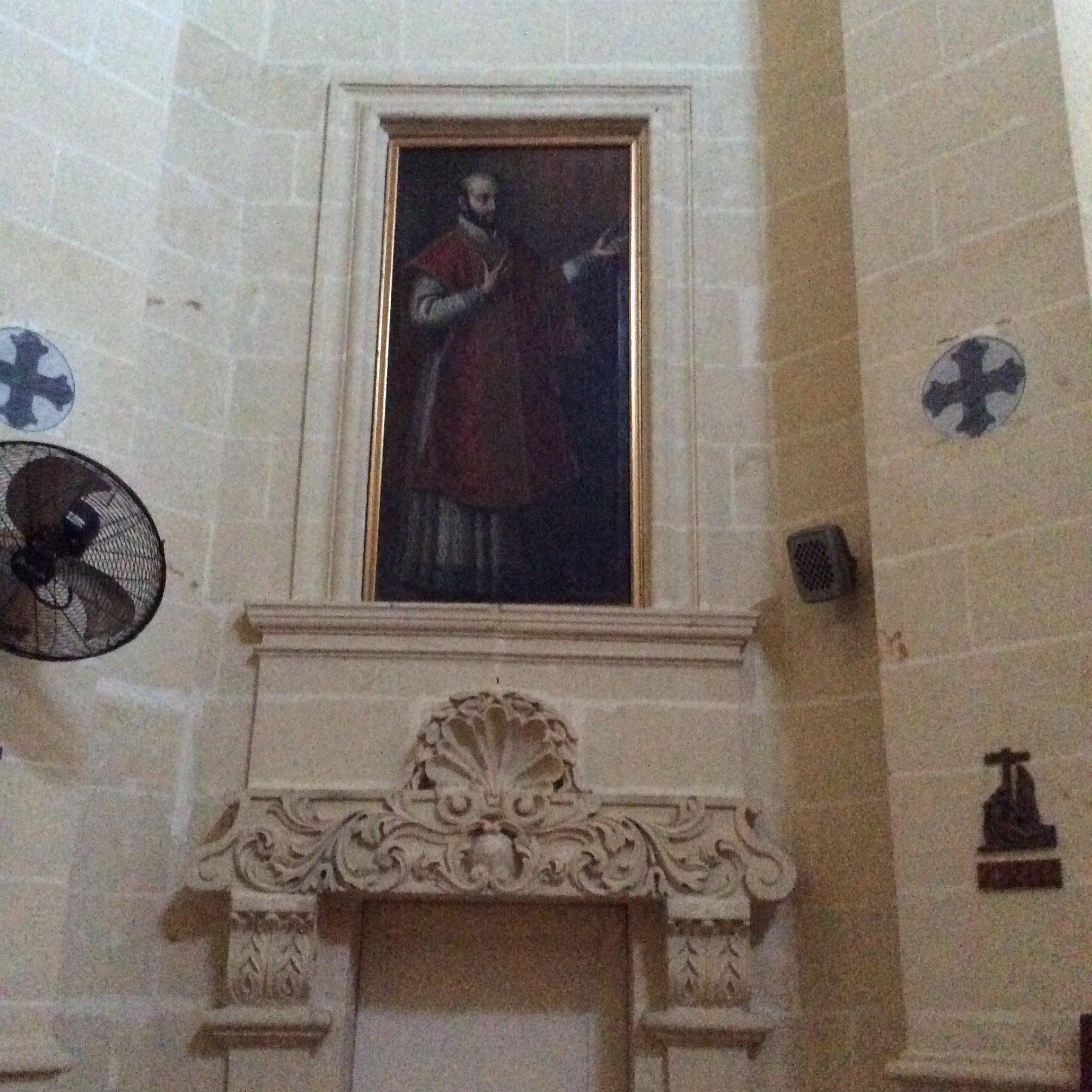
Obraz św. Ignacego Loyoli

Nad czterema drzwiami obrazy przedstawiające św. Ignacego, św. Franciszka Ksawerego, św. Marcina i św. Publiusza. Z innych dzieł sztuki znajdujących się w kaplicy należy wymienić krucyfiks, dzieło lokalnego artysty Wistina Camilleri, dwie statuy św. Dominiki oraz owalne malowidło, przedstawiające św. Kalcedoniusza. Pochodzi ono z oryginalnej niewielkiej kaplicy San Kalċidonju, dziś za ołtarzem głównym.

## Kościół dzisiaj
Aktualnie (2019) w kaplicy odprawiane jest codziennie dwie msze święte, rano i wieczorem.

## Ochrona dziedzictwa kulturowego
Kaplica umieszczona jest na liście National Inventory of the Cultural Property of the Maltese Islands pod nr. 00928.